# Eurico Lopes
Eurico Lopes (Angola, 2 de Outubro de 1968) é um actor português com múltiplas participações nos palcos teatrais e em várias séries televisivas e telenovelas.

## Biografia
Eurico Lopes nasceu em 2 de Outubro de 1968 em Angola.
Licenciado em Arquitetura, conta no seu currículo internacional a passagem pelo Théâtre du Soleil, em Paris e pelo Teatro Olimpico de Vicenza.
Membro fundador da companhia de teatro Meia Preta, foi neste grupo que registou um dos seus primeiros trabalhos no teatro em 1989 com Assalto de Máscaras.

## Televisão
- 1992 - O Quadro Roubado
- 1994  - O Rosto da Europa[2]
- 1995 - Primeiro Amor[4]
- 1998 - Terra Mãe[5]

...

## Cinema
- 2007 - Corrupção[6]
- 2008 - Amália - O Filme[6]

## Teatro
- 1989 - Assalto de Máscaras[1]
- 2000 - A Real Caçada ao Sol - Teatro Nacional D. Maria II[7]
- 2000 - Uma Maçã no Escuro - Teatro da Trindade